# 솽차오구 (충칭시)

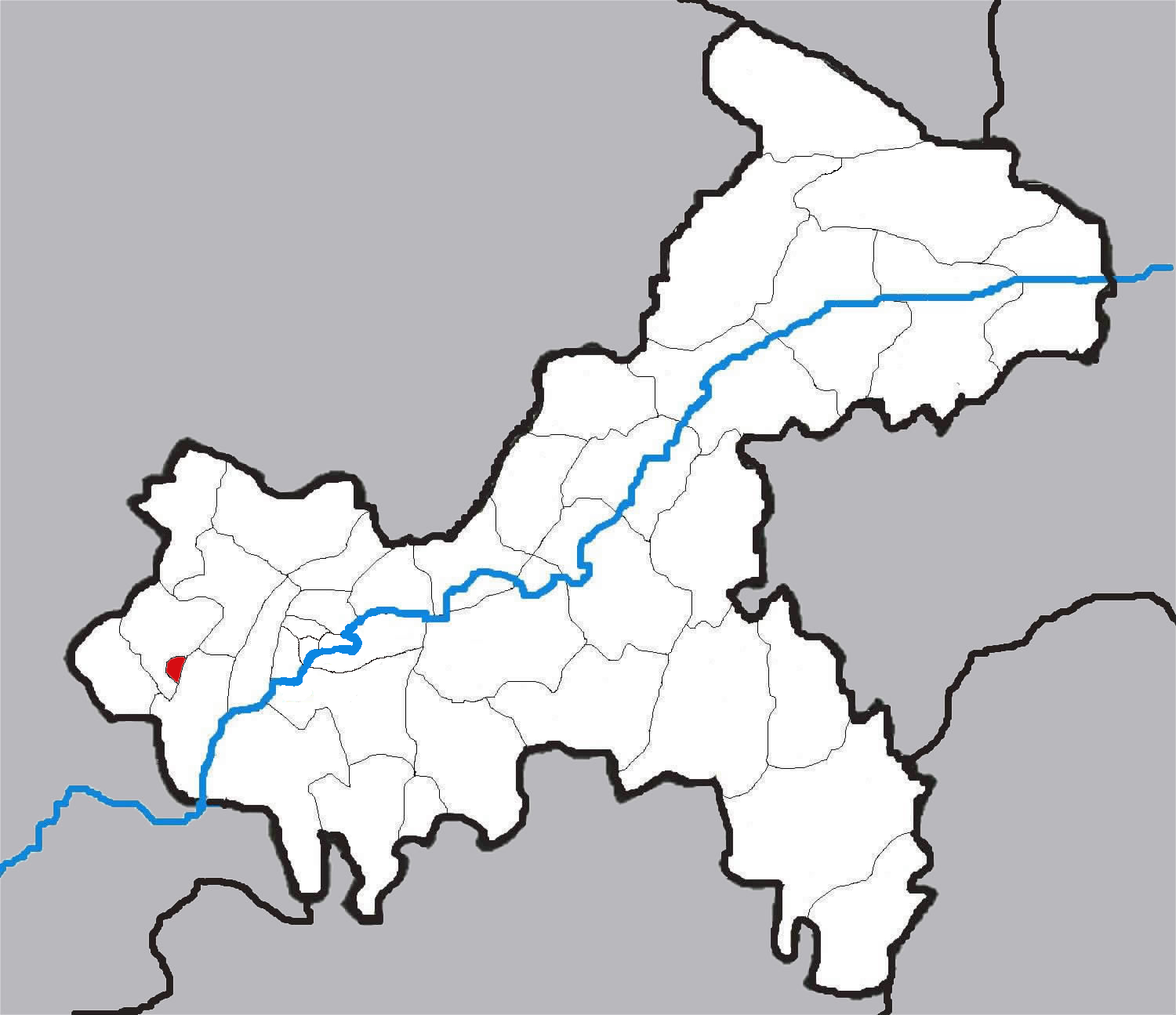
솽차오구의 위치

솽차오구(한국어: 쌍교구, 중국어: 双桥区, 병음: Shuāngqiáo Qū)는 중화인민공화국 충칭시의 행정구역이다. 넓이는 43km2이고, 인구는 2007년 기준으로 50,000명이다.

## 기후
연평균 기온은 17.5°C이고 연평균 강수량은 985.4mm이다.

## 행정 구역
1개 가도, 2개 진을 관할한다.
- 가도 : 龙滩子街道。
- 진 : 双路镇、通桥镇。